# Busitema
Busitema es un subcondado del distrito de Busia. Está ubicado en la región Oriental de Uganda.

## Superficie
Posee una superficie de 64,99 kilómetros cuadrados.

## Población
Hasta 2020 presentaba una población de 20 600 habitantes, con una densidad de población de 317 habitantes por kilómetro cuadrado. De ellos 10 300 correspondían a hombres (50%) y 10 300 mujeres (50%).